# 大谷良子
大谷 良子（おおたに りょうこ、生没年不詳）は、日本の女優である。俳優・映画監督の島耕二の最初の妻であり、島の長男で俳優の片山明彦の実母である。

## 人物・来歴
生年・生地ともに不明である。滝沢静子（1902年 - 1952年）の妹役を配役されている点から、滝沢と同年代であることを推測することは可能であるが、定かではない。
記録の上でもっとも早くクレジットされているのは、1925年（大正14年）2月1日に公開された『涙の捕縄』（監督築山光吉）であり、同作を製作した京都市北区大将軍の日活京都撮影所（日活大将軍撮影所）の第一部（時代劇部）に、それ以前に入社している。同年9月23日に公開された『狂へる漂人』（監督小林弥六）では「白痴・おそよ」役に抜擢され、同年11月21日に公開された短篇映画『小品映画集 サンドウヰツチマン』（監督鈴木謙作）および『小品映画集 人生と活動』（監督徳永フランク）では、それぞれ、三桝豊、斎藤達雄の相手役として主演している。
同年9月、同撮影所に俳優として入社した島耕二とは、翌1926年（大正15年）3月19日に公開された『呑気な亭主』で共演し、同年7月4日に公開された『世界の智恵者』（監督阿部豊）に出演を最後に、島と結婚して引退した。同年11月11日、長男でのちの俳優の片山明彦（本名・鹿児島燁彦）を出産する。片山には妹・貞子がいて、島の長女にあたるが、大谷の実娘か否かは不明である。
離婚・再婚の時期は不明であるが、『日本映画俳優名鑑 昭和五年版』が発行された1929年（昭和4年）の時点では、すでに俳優の志茂山剛の妻とされている。島との間の長男・片山明彦は、のちに島と結婚した女優の片山夏子が育てた。当時、夫の志茂山はマキノ・プロダクション所属の俳優であり、撮影所に近い京都府葛野郡花園村（現在の同府京都市右京区花園）に居住した。没年不詳。

## フィルモグラフィ
すべてクレジットは「出演」である。公開日の右側には役名、および東京国立近代美術館フィルムセンター（NFC）、マツダ映画社所蔵等の上映用プリントの現存状況についても記す。同センター等に所蔵されていないものは、とくに1940年代以前の作品についてはほぼ現存しないフィルムである。資料によってタイトルの異なるものは併記した。

### 日活大将軍撮影所
特筆以外すべて製作は「日活大将軍撮影所」、すべて配給は「日活」、すべてサイレント映画である。
- 『涙の捕縄』 : 監督築山光吉、製作日活京都撮影所第一部、1925年2月1日公開 - 女郎粂花
- 『筑波鋭之助』 : 監督小林弥六、1925年9月23日公開 - 妹娘菊江
- 『狂へる漂人』 : 監督小林弥六、1925年9月23日公開 - 白痴・おそよ
- 『小品映画集 サンドウヰツチマン』[3][4]（『小品映画集 サンドイチマン』[2]） : 監督鈴木謙作、短篇映画、1925年11月21日公開 - 主演
- 『小品映画集 人生と活動』 : 監督徳永フランク、短篇映画、1925年11月21日公開 - その妻（主演）
- 『正義萬歳』 : 監督徳永フランク、1926年1月11日公開 - 重吉情婦
- 『クロスワード成金』 : 監督三枝源次郎、1926年1月31日公開 - 村の娘
- 『銅貨王』 : 監督溝口健二、1926年2月7日公開 - その妻
- 『呑気な亭主』[2][3]（『浮気な亭主』[4]） : 監督楠山律、1926年3月19日公開 - 島耕二と共演
- 『太陽に直面する男』 : 監督中山呑海、1926年4月30日公開 - 秀香
- 『探偵令嬢』 : 監督楠山律、1926年5月14日公開 - 貴君愛子
- 『情熱の浮沈』 : 監督田坂具隆、1926年6月25日公開 - その妹美佐子[2]（その姪・美佐子[4]）
- 『世界の智恵者』 : 監督阿部豊、1926年7月4日公開 - 探偵助手関口秋子